# عقلة الدايرة
عقلة الدايرة، بحيرة بعين بن خليل ولاية النعامة الجزائرية، مساحة المنصة 24 هكتار والمكان المقصود حوض الدايرة بجانب بلدية عين بن خليل.
هي بحيرة موسمية ذات ماء عذب منبعه من جبال قعلول المحاذية في عمق المنطقة السهبية، وتعتبر هذه المنطقة مثال وحيد وفريد من نوعه من المناطقالرطبة الرطبة عبر الإقليم المتوسطي والسهبي ووسط طبيعي للتنوع البيولوجي، تتوفر هذه المنطقة على 5 أصناف من النباتات المحلية بالهضاب العليا الغربية الفستق الأطلسي، البطم والتي تمثل 54 بالمائة منها بهذه المنطقة وصنفين من النباتات المحلية 60 بالمائة.
تتواجد المنطقة ضمن أروقة ومسارات عبور الطيور المهاجرة حيث يستقبل هذا الحوض المائي الممتد على مساحة 24 ألف هكتار ومساحة ماء 240 هكتار، سنويا عدة أصناف من الطيور القادمة من أوروبا والمغرب على غرار
، الحذف الجميل، نشهرمان، بالإضافة إلى الأصناف الموضوعة في قائمة الاتحاد الدولي للمحافظة على الطبيعة وملحقات الاتفاقية الدولية لحماية الحيوانات البرية لعدم المتاجرة بها، ويتعلق الأمر بطيور الحبار المتوجة، ومن الثديات غزال الأطلس والأروي.
حف الحوض المائي بحزام غابي أخضر، من أجل حمايته ومنع زحف الرمال حتى لا تتقلص مساحته المائية، لكن بالمقابل أخفقت الجهود في منع الصيد غير المنظم لطائر الحبار، والغزال المحميان حيث أكد لنا عمراني على  مهندس دولة  بمديرية الري ل ولاية النعامة أنهما يتعرضان للصيد العشوائي وخاصة خلال الليل حيث يرخي الليل سدوله، وتنقص دوريات المراقبة، الأمر الذي جعل مديرية الغابات تقوم بالاتصال بجمعيات الصيد على مستوى الولاية لإنشاء فيدرالية تتولى تنظيم عملية الصيد، لكن دون أن يلقى اقتراحها أي صدى من طرف مسؤوليها، كما قامت ذات المصلحة بعمليات تحسيسية وسط المدارس لتوضيح أهمية المناطق الرطبة، واقترحت وضع أماكن ترفيهية للعائلات وإقامة منتجع يستقطب العائلات خاصة وأن أقرب بلدية تبعد عن البحيرة بـ 6 كلم وهي عين بن خليل، وهو ما تحاول الجهات الوصية العمل به حيث أفرجت عن عدة موافقات لإقامة مشاريع سياحية بهذه المنطقة، تتمثل في منتجع سياحي، ومحلات يفترض أن تعيد البريق للبحيرة العائمة.